# Szlovák nyelv
A szlovák nyelv (szlovákul: slovenčina, a hosszabb forma slovenský jazyk) az indoeurópai nyelvcsalád tagja, azon belül a szláv nyelvek nyugati ágába tartozik. Történelmi elődei az ősszláv, majd az ószláv nyelvek, amelyekből az összes többi szláv nyelv is kifejlődött. Legközelebbi rokonai a cseh és a lengyel nyelv. Három nyelvjárása van: nyugati, középső és keleti. Szlovákián kívül Csehországban (400 000) és Magyarországon (80 000) található számottevő szlovák népesség, törvényileg elismert népcsoportnak számít a bécsi szlovák kolónia, és élnek szlovákok Romániában is, Nagylak főhellyel, valamint nem jelentős számban Kárpátalján, ezen kívül Észak-Amerikában (300 000). Összesen több, mint 6 millió beszélője van a nyelvnek.
2004. május 1-je óta az Európai Unió egyik hivatalos nyelve.

## Az elnevezés eredete
A szlovákokat a magyarok egykor a Magyarországon élő valamennyi szlávra (például a horvátokra is) használt "tót" szóval jelölték. Ez az elnevezés egyesek szerint a tauta (litvánul nép) és a germánokra alkalmazott teuton kifejezéssel azonos eredetű. A "szlovák" népnév magyar szövegekben először 1828-ban adatolható, onnantól bukkannak fel különféle írásváltozatai, és az első világháború után terjedt el. De 1575-ből már található egy említés "Sklovákország"-ról, a felsorolásban "Tótország"-ot követve. A közvélekedés szerint ez a „szó” jelentésű szlovo szóból eredhet, de a szlovák szövegekben 1458-ban felbukkant Slovák népnév a korábbi Slovenin (tkp. 'szláv') szó képzős származéka (v.ö. Polak 'lengyel férfi'), végső soron az ősszláv slověninъ 'szláv' alakra vezethető vissza.

## A nyelv leírása
A szlovák ragozó típusú deklináló sajátságokkal rendelkező nyelv. A legközelebbi rokona a cseh. A két nyelv kölcsönös érthetősége magas fokú, és ez kisebb mértékben a szintén nyugati szláv lengyellel is fennáll.

## A szlovák irodalmi nyelv kialakulása
Egy időben nem tartották önálló nyelvnek, hanem a cseh nyelv magyarországi változatának. Bár a szlovák nép kialakulása sem egy egységes csoportból történt. Elődeik zöme cseh és morva területről vándorolt be, amelyek keveredtek lengyel, sziléziai és keleti szláv népelemekkel is. A nyugati és középső nyelvjárások a cseh nyelv felé állnak közelebb, míg a keleti szlovák nyelvjárások már átmenetet képeznek a ruszin és ukrán nyelv felé.
Az első szlovák nyelvű írások is zömében cseh szövegek adaptációi, csak részben tartalmaznak a felvidéki nyelvjárásokból származó elemeket.
A szlovák nyelv közép-szlovákiai nyelvjárása a hivatalos nyelv alapja. Az irodalmi nyelvi norma első megalapozója Anton Bernolák pap (1762–1813) volt, aki közép-szlovák nyelvjárási elemekkel bővített nyugat-szlovák nyelvjárásra építette föl a nyelvet 1787-ben és törekedett minél tisztábban írni, eredeti szlovák nyelvi elemeket használva, hogy csökkentse a cseh nyelv hatását. Nyelvét szlovákul bernolákovčina-nak (Bernolák-féle nyelv) nevezzük. Fonetikus helyesíráson alapult, tehát „úgy írd, ahogy hallod”. Továbbá minden lágy mássalhangzót hacsekkal jelölt (ďeďina, swaďba). Még nem jelent meg a lágy i és kemény y közötti különbség, csak lágy i-t használtak. A j betűt a g, a v betűt az u és a w helyettesítette.
Ezt az irodalmi nyelvet 4 művében mutatta be: Jazykovedno-kritická rozprava o slovenských písmenách (Dissertratio philologico-critica de litteris Slavorum, Nyelvtani-kritikus elbeszélés a szlovák betűkről, 1787), Pravopis (Orthographia, Helyesírás, 1787), Slovenská gramatika (Grammatica Slavica, Szlovák nyelvtan, 1790) és Výklad o pôvode Slovenských slov (Etymologica vocum slavicarum, Szlovák szavak eredetének értelmezése, 1791). Fő műve a szlovák-cseh-latin-német-magyar szótára: Slowár Slovenskí Česko-Latinsko-Nemecko-Uherskí, amit Anton Kubica együttműködésével írt, csak halála után jelent meg, hat kötetben.
A szlovák irodalmi nyelv törvényesítésére 1843-ban került sor. Ľudovít Štúr a közép-szlovákiai nyelvjárást vette alapul, ugyanis szerinte a legszebben szlovákul a Tátra környékén beszélnek. 1843. július 11-én Štúr, Michal Miloslav Hodža és Jozef Miloslav Hurban megkezdték az új nyelv, a štúrovčina (Štúr-féle nyelv) alapjainak létrehozását. A helyesírás már nem hagyatkozott teljesen a fonetikus írásra. A semlegesnem -uo végződést kapott. A szlovák nyelvből még hiányoztak a ľ, ä, y, é betűk. Művei, amelyekben bemutatta az új nyelvet: Nárečja slovenskuo alebo potreba písaňja v tomto nárečí (Szlovák nyelvjárások avagy [a] szükség ebben a nyelvben írni) és Náuka rečí slovenskej (A szlovák nyelv tana, 1846). Hodža Dobruo slovo Slovákom súcim na slovo (Jó szó az arra alkalmas szlovákokhoz, 1847) művében kezdte népszerűvé tenni az új nyelvet, és Slovenský potomok (Epigenes Slovenicus, Szlovák leszármazott, 1847) művében a szlovák nyelvt eredetéről, nyelvtanról és jövőjéről ír. Később Martin Hattala felújította a nyelvet Gramatika slovenského jazyka (Gramatica linquae slavonicae, A szlovák nyelv nyelvtana, 1850) és Krátká mluvnica slovenská (Rövid szlovák/tót nyelvtan, 1852) munkáiban. Bevezette az y, ý betűket és szinte a mai formájába hozta a szlovák nyelvet. A szlovák helyesírás eddigi utolsó javítása 1998-ban következett be.
A Štúr-féle szlovák nyelvnek köszönhetően egyesült a szlovák értelmiség, mivel ezt a katolikusok és evangélikusok is egyaránt elfogadták.
A nyugati, középső és keleti nyelvjárás hivatalos nyelvvé való tétele sok próbálkozást élt meg. A keleti nyelvjáráson alapuló kiadványok a református vallásos kiadványok és liturgia keretén belül jelentek meg. A 18. század közepétől kezdve adtak ki ilyen műveket a keleti Zemplén megyei nyelvjárásra építve. Az írásmód a magyar helyesírásra épült, tehát például az [s] hangra sz betűt használtak. Az amerikai emigráció még a 20. század elején is adott ki ebben a nyelvjárásban, nyelvi stílusban és ilyen helyesírással vallásos műveket, sőt időszaki lapokat. Egy időre még hivatalos nyelvvé is tudott válni a keleti szlovák: 1919-ben a Szlovák Tanácsköztársaság, amely az ország keleti részeit foglalta magába hivatalos nyelvként használta az eddig írt könyvekben és újságokban rögzített norma szerint. Napjainkban sem évültek el hagyományai, szűk értelmiségi-művészi réteg szerénynek mondható kísérletekkel tartja fenn a keleti szlovák irodalmat.
Az irodalmi nyelv fejlődése során, de különösen a csehszlovák állam fennállása idején a szlovák irodalmi nyelvet tudatosan közelítették a cseh nyelvhez. Az evangélikus értelmiség zöme kezdetben inkább a cseh nyelv használatát támogatta. A »bibličtina« a huszita gyökerekkel és folytonossággal bíró [Cseh(-Morva)] Testvérület (csehül Jednota bratrská; latinul Unitas Fratrum) szentírásfordításán, az ún. »Králicei Biblián« (csehül Bible Kralická) alapult, és a lutheránus-evangélikus egyházközségekben a liturgikus nyelv és ennek hatására a felső-magyarországi evangélikus szlovák kegyességi nyelvének normája volt a XVII-XIX. században, Bernolák és Štúr fellépéséig. A közös eredet mellett ezek okán is a szlovák és a cseh nyelv irodalmi normája a mai napig nagyfokú hasonlóságokat mutat. Főképp nyelvtani eltérések alakultak ki közöttük, ezért egy csehnek, vagy egy szlováknak nem okoz nagy gondot megérteni a másik nyelvén írott szövegeket. A szlovák nyelvjárások eltéréseket mutatnak a szlovák sztenderd nyelvtől és a cseh nyelvtől is.

## A szlovák ábécé
A q, w csak idegen nevekben és még meg nem honosodott idegen szavakban (például watt) fordul elő.
A szlovákot elég könnyen meg lehet különböztetni más szláv nyelvektől, de legközelebbi rokonától, a csehtől már nem olyan egyszerű. Segítségünkre lehet, hogy csak a szlovákban léteznek az ä, ĺ, ľ, ô, ŕ, csak a csehben léteznek a ě, ř, ů betűk.

## Hangtan és helyesírás

### Magánhangzók
A magánhangzók lehetnek rövidek és hosszúak is.
- a: mint a palóc nyelvjárásbeli rövid á [a]: kefa [kɛfa] (kefe)
- á: mint a magyar á [aː]: dáva [daːva] (ad)
- ä: mint a magyar e [ɛ]: päť [pɛc] (5), de az archaikus ejtése [æ] päť [pæc] (csak m, p, b, v után fordul elő)
- e: mint a magyar e [ɛ]: veľmi [vɛʎmi] (nagyon)
- é: hosszú, nyílt e [ɛː]: zdravé [zdravɛː] (egészséges)
- i, y: mint a magyar i [i]: chlapi(férfiak) [xlapi], ryba ['riba] (hal)
- í, ý: mint a magyar í [iː]: cudzí(idegen) ['t͡sud͡ziː], dlhý ['dl.ɦiː] (hosszú)
- o: nyíltabb, mint a magyar o [ɔ]: koč ['kɔt͡ʃ] (kocsi)
- ó: nyíltabb, mint a magyar ó [ɔː]: Tótová ['tɔːtɔvaː] (Tótné, vagy Tót lánya)
- u: mint a magyar u [u]: ulica ['uʎit͡sa] (utca)
- ú: mint a magyar ú [u:]: kľúč ['kʎuːt͡ʃ] (kulcs)

Megjegyzés:az i, í lágyítja az előtte álló d, l, n, t mássalhangzókat (kivéve néhány új keletű idegen szót, és a hímnemű élő melléknév többesszáma: pekní), az y, ý nem. Néhány szóban viszont etimológiai okokból írnak y, ý-t i, í helyett. Az l, r mássalhangzók magánhangzóként is viselkedhetnek, és hosszúak is lehetnek pl.: dlhý [dl.ɦiː] (hosszú), dĺžeň [dlː.ʒɛɲ] (ékezet), srdce [sr.t͡sɛ] (szív), sŕdc [srːt͡s] (szívek – birtokos eset – genitivus)
Ragozáskor figyelni kell, hogy egy hosszú magánhangzó után ugyanabban a szóban nem következhet még egy hosszú hang, ilyenkor a ragok is rövidülnek.

### Kettőshangzók
- ia: rövid i előtétű rövid, palócos á [ɪ̯a] (lágyít!): žiak [ʒɪ̯ak]
- ie: rövid i előtétű magyar e [ɪ̯ɛ]: miesto ['mɪ̯ɛstɔ]
- iu: rövid i előtétű magyar u [ɪ̯u]: biura ['bɪ̯ura]
- ô: rövid u előtétű nyílt o [ʊ̯ɔ]: kôň [kʊ̯ɔɲ]

A latin eredetű szavakban előforduló ia, iu nem kettőshangzó! (reštaurácia, gymnázium)

### Mássalhangzók
|              | Bilabiális | Bilabiális | Labio- dentális | Labio- dentális | Alveoláris | Alveoláris | Palato- alveoláris | Palato- alveoláris | Veláris | Veláris | Palatális | Palatális | Glottális |       |
| ------------ | ---------- | ---------- | --------------- | --------------- | ---------- | ---------- | ------------------ | ------------------ | ------- | ------- | --------- | --------- | --------- | ----- |
| Orrhang      | m [m]      | m [m]      |                 |                 | n [n]      | n [n]      |                    |                    |         |         | n/ň [ɲ]   | n/ň [ɲ]   |           |       |
| Zárhang      | b [b]      | p [p]      |                 |                 | d [d]      | t [t]      |                    |                    | g [g]   | k [k]   | d/ď [ɟ]   | t/ť [c]   |           |       |
| Zár-réshang  |            |            |                 |                 | dz [d͡z]    | c [t͡s]     | dž [d͡ʒ]            | č [t͡ʃ]             |         |         |           |           |           |       |
| Réshang      |            |            | v [v]           | f [f]           | z [z]      | s [s]      | ž [ʒ]              | š [ʃ]              | ch [x]  | ch [x]  |           |           | h [ɦ]     | h [ɦ] |
| Félhangzó    | (v [ʊ̯])    | (v [ʊ̯])    |                 |                 |            |            |                    |                    |         |         | j [j]     | j [j]     |           |       |
| Oldalsó hang |            |            |                 |                 | l [l]      | l [l]      |                    |                    |         |         | l/ľ [ʎ]   | l/ľ [ʎ]   |           |       |
| Pergőhang    |            |            |                 |                 | r [r]      | r [r]      |                    |                    |         |         |           |           |           |       |

A szlovák nyelvtan a mássalhangzókat zöngésség és lágyság alapján csoportosítja.
- zöngésség alapján lehet:
  - zöngétlen (neznelé): [p], [t], [k], [c], [f], [t͡s], [t͡ʃ], [s], [x]
  - zöngés (znelé): [b], [d], [g], [ɟ], [v], [d͡z], [d͡ʒ], [z], [ɦ]
  - pár nélküli zöngés (zvučné): [m], [n], [ɲ], [j], [l], [ʎ], [r]
- lágyság alapján:
  - semleges (obojaké): [m], [b], [p], [v], [f], [z], [s], [r]
  - kemény (tvrdé): [n], [d], [t], [g], [k], [x], [ɦ], [l]
  - lágy (mäkké): [ɲ], [ɟ], [c], [d͡z], [t͡s], [d͡ʑ], [t͡ʃ], [ʒ], [ʃ], [j], [ʎ]

A b, c, dz, f, g, j, k, m, p, r, v, x, z betűk kiejtése megegyezik a magyarral ([b], [t͡s], [d͡z], [f], [g], [j], [k], [m], [p], [r], [v], [ks], [z]).
Példák: Hybe ['ɦibɛ], Levice ['ʎɛvit͡sɛ], cudzí ['t͡sud͡zi:], Fatra ['fatra], Magura ['magura], Dunaj ['dunaj], zrážka ['zra:ʃka], Komárno ['koma:rno], Poprad ['poprat], Muráň ['mura:ɲ], veľký ['vɛʎki:], textil [tɛkstil], Zlieskov ['zʎɪ̯ɛskou].
A lágy mássalhangzók után csak lágy i, í; a kemény mássalhangzók után csak kemény y, ý állhat. A semleges mássalhangzókhoz tartoznak a kiválasztott szavak (vybrané slová), amely szavakban a mássalhangzók után y, ý áll. Ezeket Martin Hattala határozta meg az orosz szótőalakok keménysége/lágysága alapján. Néhány szónak ezáltal kettős alakja született, például byť-biť (létezni-verni). Az f után csak a fyzika szóban van y.
A d, l, n, t betűk idegen eredetű szavakban, pl. telefón, néhány ősi szláv szóban, pl. ten, jeden, vtedy, valamint a hímnemű többes számban, pl. tí odvážni mladí muži [tiː odvaːʒni mladiː muʒi] nem lágyulnak e, i, í előtt. Hasonlóan a melléknévi -e végződés sem lágyít: krásne [kraːsnɛ]. Ezzel szemben egyes nyelvjárásokban az ľ és a le, li kapcsolatokban az l-et nem ejtik lágyan. Az é betű soha nem lágyít.
A zöngés mássalhangzók szó végén és zöngétlen mássalhangzók előtt zöngétlenekké válnak. Hasonlóképpen a zöngétlen mássalhangzók zöngés mássalhangzók előtt zöngésekké válnak.

### Hangsúly
Az irodalmi nyelvben a hangsúly az első szótagon van, mint a cseh és magyar nyelvben, bár a kelet-szlovákiai nyelvjárások az utolsó előtti szótagot hangsúlyozzák a lengyelhez hasonlóan.

### Ritmustörvény
A szlovák nyelvben hosszú szótagot általában rövid szótagnak kell követnie. (Hosszúnak számít a hosszú magánhangzót vagy diftongust tartalmazó szótag.) A szabály elég erős, széles körben érvényesül, mégis vannak kivételek, például a lágy mássalhangzóra végződő szótövű melléknevek esetén (vtáčie mlieko – madártej, vtáčí spev – madárdal).

## Nyelvtan

### Főnevek
A szlovák nyelvben a főneveknek három nyelvtani nemük lehet: hímnem, nőnem, semlegesnem.
A hímnemű főnevek további két csoportra oszlanak: élő főnevek és élettelen főnevek.
Szerencsére a legtöbb esetben a végződés segít eldönteni, hogy az adott szó milyen nemű.
- a hímnemű szavak többnyire mássalhangzóra végződnek, kivételek: -ista latinos végű szavak, pl.: futbalista; -ca végű foglalkozásnevek, pl.: sprievodca (idegenvezető), dôchodca (nyugdíjas); és egyéb kivételek, mint: hrdina (hős), dedko (nagypapa), bože (isten). Kivételek közé tartoznak még a férfi becenevek: Jurko (Gyuri), Tomáško (Tomi).
- a nőnemű főnevek -a, -ia, -nosť, -osť, -sť, -áreň vagy -ň végűek lehetnek, de ide tartozik a noc (éjszaka) szó is.
- a semlegesnemű főnevek pedig -o, -e, -ie, -a/ä végű fiatal állatok nevei, mint: teľa (borjú), žriebä (csikó); -ča végű, úgynevezett fiókanevek mint: vĺča (farkaskölyök), vtáča (madárfióka), dievča (kislány); ide tartoznak még az -um végű latin eredetű szavak, pl.: múzeum. Az -um végű latin eredetű szavak ragozásakor a szó végi m lemarad (múzeá – múzeumok, múzeu – múzeumnak /datív/)
- Főnévragozás szempontjából érdekes a dieťa (gyerek) szó: semleges nemű, egyes számban semleges-, többes számban viszont hímneműként ragozzák.

A hivatalos szlovák nyelvtan definíciója kimondja, hogy az -e és -i végű idegen keresztneveket nem ragozzák. (Ide tartozik pl. a magyar Emese név, vagy pl. az olasz Luigi)

#### A főnevek többes száma
A szlovákban a többes szám jelét az egyes szám helyére tesszük.
- hímnemben:
  - hímnemű élő főnév kemény vagy lágy mássalhangzóra végződik a többes szám jelei: -i/-ia/-ovia
  - hímnemű élettelen főnév kemény vagy lágy mássalhangzóra végződik a többes szám jelei: -y/-e
- nőnemben:
  - a nőnemű főnevek többes számban az alábbi ragokat kapják: -y/-e/-i
- semlegesnemben
  - a semlegesnemű főnevek többes számú végződései az alábbiak: -á/-ia; -atá vagy -ence a "fiókaneveknél". (dievčatá és a dievčence is helyes)

#### A főnévragozás
A tradicionális szlovák főnévragozás 7 esetet különböztet meg:
- Nominativ – alanyeset
- Genitiv – birtokos eset
- Dativ – részeshatározó eset
- Akuzativ – tárgyeset
- Vokativ – megszólító eset – mostanra már eltűnt a nyelvből, helyette alanyesetet használnak (irodalmi művekben találkozhatunk vele, például Zuzka (N) – Zuzko (V)) Magyar nyelvre fordítható. Pl.: pán – úr, Pane! – Uram!
- Lokál – helyhatározó vagy elöljárós eset. Ebben az esetben mindig van elöljárószó
- Inštrumentál – társ, illetve eszközhatározó eset

##### Ragozási minták
Hímnem, élő, egyes szám:
| Nominatív    | otec       | brat        | chlap        | hrdina       | futbalista       |
| Genitív      | otca       | brata       | chlapa       | hrdinu       | futbalistu       |
| Datív        | otcovi     | bratovi     | chlapovi     | hrdinovi     | futbalistovi     |
| Akuzatív     | otca       | brata       | chlapa       | hrdinu       | futbalistu       |
| Lokál        | (o) otcovi | (o) bratovi | (o) chlapovi | (o) hrdinovi | (o) futbalistovi |
| Inštrumentál | otcom      | bratom      | chlapom      | hrdinom      | futbalistom      |

Többes szám:
| Nominatív    | otcovia    | bratia'     | chlapi       | hrdinovia    | futbalisti       |
| Genitív      | otcov      | bratov      | chlapov      | hrdinov      | futbalistov      |
| Datív        | otcom      | bratom      | chlapom      | hrdinom      | futbalistom      |
| Akuzatív     | otcov      | bratov      | chlapov      | hrdinov      | futbalistov      |
| Lokál        | (o) otcoch | (o) bratoch | (o) chlapoch | (o) hrdinoch | (o) futbalistoch |
| Inštrumentál | otcami     | bratmi      | chlapmi      | hrdinami     | futbalistami     |

Hímnem, élettelen, egyes szám:
| Nominatív    | dub      | stroj      | oblok      | kuli      |
| Genitív      | duba     | stroja     | obloku     | kuliho    |
| Datív        | dubu     | stroju     | obloku     | kulimu    |
| Akuzatív     | dub      | stroj      | oblok      | kuliho    |
| Lokál        | (o) dube | (o) stroji | (o) obloku | (o) kulim |
| Inštrumentál | dubom    | strojom    | oblokom    | kulim     |

Többes szám:
| Nominatív    | duby       | stroje       | obloky       | kuliovia |
| Genitív      | dubov      | strojov      | oblokov      | kuliov   |
| Datív        | dubom      | strojom      | oblokom      | kuliom   |
| Akuzatív     | duby       | stroje       | obloky       | kuliov   |
| Lokál        | (o) duboch | (o) strojoch | (o) oblokoch | kulioch  |
| Inštrumentál | dubmi      | strojmi      | oblokmi      | kuliami  |

Nőnem, egyes szám:
| Nominatív    | žena     | ulica     | dlaň      | kosť      | gazdiná      | idea     |
| Genitív      | ženy     | ulice     | dlane     | kosti     | gazdinej     | idey     |
| Datív        | žene     | ulici     | dlani     | kosti     | gazdinej     | idei     |
| Akuzatív     | ženu     | ulicu     | dlaň      | kosť      | gazdinu      | ideu     |
| Lokál        | (o) žene | (o) ulici | (o) dlani | (o) kosti | (o) gazdinej | (o) idei |
| Inštrumentál | ženou    | ulicou    | dlaňou    | kosťou    | gazdinou     | ideou    |

Többes szám:
| Nominatív    | ženy       | ulice        | dlane        | kosti        | gazdiné       | idey       |
| Genitív      | žien       | ulíc         | dlaní        | kostí        | gazdín        | ideí       |
| Datív        | ženám      | uliciam      | dlaniam      | kostiam      | gazdinám      | ideám      |
| Akuzatív     | ženy       | ulice        | dlane        | kosti        | gazdiné       | idey       |
| Lokál        | (o) ženách | (o) uliciach | (o) dlaniach | (o) kostiach | (o) gazdinách | (o) ideách |
| Inštrumentál | ženami     | ulicami      | dlaňami      | kosťami      | gazdinami     | ideami     |

Semlegesnem, egyes szám:
| Nominatív    | mesto     | srdce     | vysvedčenie    | dievča       | múzeum    |
| Genitív      | mesta     | srdca     | vysvedčenia    | dievčaťa     | múzea     |
| Datív        | mestu     | srdcu     | vysvedčeniu    | dievčaťu     | múzeu     |
| Akuzatív     | mesto     | srdce     | vysvedčenie    | dievča       | múzeum    |
| Lokál        | (o) meste | (o) srdci | (o) vysvedčení | (o) dievčati | (o) múzeu |
| Inštrumentál | mestom    | srdcom    | vysvedčením    | dievčaťom    | múzeom    |

Többes szám:
| Nominatív    | mestá       | srdcia       | vysvedčenia       | dievčatá/ence         | múzeá       |
| Genitív      | miest       | sŕdc         | vysvedčení        | dievčat/eniec         | múzeí       |
| Datív        | mestám      | srdciam      | vysvedčeniam      | dievčatám/encom       | múzeám      |
| Akuzatív     | mestá       | srdcia       | vysvedčenia       | dievčatá/ence         | múzeá       |
| Lokál        | (o) mestách | (o) srdciach | (o) vysvedčeniach | (o) dievčatách/encoch | (o) múzeách |
| Inštrumentál | mestami     | srdcami      | vysvedčeniami     | dievčatami/encami     | múzeami     |

Hímnem élettelen és semleges nemben, egyes szám lokál akkor lesz -u, ha a szótő k,h,ch vagy g-ra végződik.
Genitív többes számban, női és semleges nemben, az utolsó magánhangzó eltűnik és az előtte lévő szótag meghosszabbodik, kivéve dlaň´, kosť, idea, vysvedčenie és múzeum mintákban. Hosszabbulás helyett ejtéskönnyebbítő ie vagy ô betű is kerülhet a szóba, vagy ha az utolsó előtti szótag már eleve hosszú, akkor az nem változik.
Érdekesség: az okno (ablak) és az okienko (kisablak) szónak is okien a többes számú genitív alakja.

### Névelő
A szlovák nyelvben nincs se határozott, se határozatlan névelő, hasonlóan a legtöbb szláv nyelvhez.

### Melléknevek
A szlovák nyelvben a melléknevek nemben, számban és esetben igazodnak ahhoz a főnévhez amelyre vonatkoznak. Mindig a főnév előtt állnak. Végződései:
- hímnem
  - egyes szám: -ý (dobrý) – többes szám (élő/životné) -í (dobrí) (élettelen/neživotné) -é (dobré)
- nőnem
  - egyes szám -á (suchá) – többes szám -é (suché)
- semlegesnem
  - egyes szám -é (zlé) – többes szám -é (zlé)

Ha a melléknév szótövének utolsó szótagja hosszú, akkor rövid -y, -a, illetve -e lesz a végződés, azonban ilyenkor a rövid e nem lágyít.
Érdekesség: a krásne szó kétféleképp ejthető, ha melléknévként használjuk (gyönyörű), a szó végi e nem lágyít, ha határozószónak használjuk (gyönyörűen), akkor lágyít.
A mellékneveknél, ha a szótő "lágy" mássalhangzóra, illetve -c, -dz vagy -j mássalhangzók valamelyikére végződik, ún. „lágy” végződést kapnak.
- hímnem
  - egyes szám -í (cudzí) – többes számban (élő/životné)-í (cudzí), (élettelen/neživotné) -ie (cudzie)
- nőnem
  - egyes szám -ia (cudzia) – többes számban -ie (cudzie)
- semlegesnem
  - egyes szám -ie (cudzie) – többes számban -ie (cudzie)

#### Melléknevek ragozása
A mellékneveknek nemben, számban és esetben egyeztetni kell a főnévvel.
Egyes szám:
kemény szótő
| Eset/nem     | Hímnem élő | Hímnem élettelen | Nőnem  | Semlegesnem |
| ------------ | ---------- | ---------------- | ------ | ----------- |
| Nominatív    | pekný      | pekný            | pekná  | pekné       |
| Genitív      | pekného    | pekného          | peknej | pekného     |
| Datív        | peknému    | peknému          | peknej | peknému     |
| Akuzatív     | pekného    | pekný            | peknú  | pekné       |
| Lokál        | peknom     | peknom           | peknej | peknom      |
| Instrumentál | pekným     | pekným           | peknou | pekným      |

lágy szótő
| Eset/nem     | Hímnem élő | Hímnem élettelen | Nőnem  | Semlegesnem |
| ------------ | ---------- | ---------------- | ------ | ----------- |
| Nominatív    | cudzí      | cudzí            | cudzia | cudzie      |
| Genitív      | cudzieho   | cudzieho         | cudzej | cudzieho    |
| Datív        | cudziemu   | cudziemu         | cudzej | cudziemu    |
| Akuzatív     | cudzieho   | cudzí            | cudziu | cudzie      |
| Lokál        | cudzom     | cudzom           | cudzej | cudzom      |
| Instrumentál | cudzím     | cudzím           | cudzou | cudzím      |

Többes szám:
kemény szótő
| Eset/nem     | Hímnem élő | Hímnem élettelen, Nőnem, Semlegesnem |
| ------------ | ---------- | ------------------------------------ |
| Nominatív    | pekní      | pekné                                |
| Genitív      | pekných    | pekných                              |
| Datív        | pekným     | pekným                               |
| Akuzatív     | pekných    | pekné                                |
| Lokál        | pekných    | pekných                              |
| Instrumentál | peknými    | peknými                              |

lágy szótő
| Eset/nem     | Hímnem élő | Hímnem élettelen, Nőnem, Semlegesnem |
| ------------ | ---------- | ------------------------------------ |
| Nominatív    | cudzí      | cudzie                               |
| Genitív      | cudzích    | cudzích                              |
| Datív        | cudzím     | cudzím                               |
| Akuzatív     | cudzích    | cudzie                               |
| Lokál        | cudzích    | cudzích                              |
| Instrumentál | cudzími    | cudzími                              |

### Névmások

#### Birtokos névmások ragozása
A birtokos névmások ragozása melléknévszerű, azonban a harmadik személyű birtokos névmást (Hn: jeho, Nn: jej, tsz: ich) nem ragozzuk.
Összefoglaló táblák a birtokos névmások ragozásáról:
Egyes szám
|              | Hímnem      | Nőnem | Semlegesnem | Hímnem      | Nőnem | Semlegesnem |
| ------------ | ----------- | ----- | ----------- | ----------- | ----- | ----------- |
| Nominatív    | môj         | moja  | moje        | náš         | naša  | naše        |
| Genitív      | môjho       | mojej | môjho       | nášho       | našej | nášho       |
| Datív        | môjmu       | mojej | môjmu       | nášmu       | našej | nášmu       |
| Akuzatív     | môjho / môj | moju  | moje        | nášho / náš | našu  | naše        |
| Lokál        | mojom       | mojej | mojom       | našom       | našej | našom       |
| Inštrumentál | mojím       | mojou | mojím       | naším       | našou | naším       |

Többes szám
|              | Hímnem élő | Hímnem élettelen, nőnem és semlegesnem | Hímnem élő | Hímnem élettelen, nőnem és semlegesnem |
| ------------ | ---------- | -------------------------------------- | ---------- | -------------------------------------- |
| Nominatív    | moji       | moje                                   | naši       | naše                                   |
| Genitív      | mojich     | mojich                                 | našich     | našich                                 |
| Datív        | mojim      | mojim                                  | našim      | našim                                  |
| Akuzatív     | mojich     | moje                                   | našich     | naše                                   |
| Lokál        | mojich     | mojich                                 | našich     | našich                                 |
| Inštrumentál | mojimi     | mojimi                                 | našimi     | našimi                                 |

### Igék
A szlovák nyelvben három fő igeragozási mintát különböztetnek meg: a-soros (dať, dám, dajú), i-soros( hovoriť, hovorím, hovoria), e-soros, ez két alcsoportra oszlik: -núť végű főnévi igenevekre épülő (stretnúť sa, stretnem sa, stretnú sa) és -ovať végű – ez a gyakoribb -(pozorovať, pozorujem, pozorujú). I-soros igéknél előfordul, hogy y-t írnak abban az esetben, ha kemény a szótő. Kivételek közt több -sť -cť végűeket találunk.

#### Visszaható igék
A visszaható igéket sa vagy si tag jelöli a mondatban, e kettő nem cserélhető fel egymással. Egyes igékhez mindkettőt használhatjuk, de ez az ige jelentését megváltoztatja: pýtať sa – kérdez, pýtať si – kér. (Bár az utóbbi helyett inkább a prosiť si igét használják.) A sa vagy si jelölőszó helye kötött. Jelen időben a mondatnak vagy a tagmondatnak a második szava: Prosím si (kérek), Ja si prosím (én kérek).
Vannak olyan visszaható igék, amelyeknél a sa tagot sám seba (saját magamat), a si tagot sám sebe (saját magamnak) rövidítéseként magyarázhatjuk: obúvať sa – lábbelit húz (általában), obúvať si topánky – cipőt vesz fel (van tárgy).

## Példaszöveg
A Miatyánk szövege szlovákul:
Otče náš, ktorý si na nebesiach, posväť sa meno tvoje, príď kráľovstvo tvoje, buď vôľa tvoja, ako v nebi, tak i na zemi.
Chlieb náš každodenný daj nám dnes a odpusť nám naše viny, ako i my odpúšťame svojim vinníkom. A neuveď nás do pokušenia, ale zbav nás zlého.